# Héctor Rebaque
Héctor Alonso Rebaque, född 5 februari 1956 i Mexico City, är en mexikansk racerförare.

## Racingkarriär
Rebaque åkte till Europa 1974 för att försöka skapa sig ett namn inom racing. Eftersom han tillhörde en välbärgad familj kunde han köpa sig förarplatser i Formel Atlantic och sedan i formel 2 men han hade inga egentliga framgångar. Rebaque köpte sedan in sig i formel 1-stallet Hesketh 1977. Han kvalificerade sig bara till ett av sex lopp, vilket han dock fick bryta.
Rebaque kom då fram till att han behövde bättre material inför säsongen  1978, så han köpte en Lotus 78 med en Ford Cosworth DFV 3.0 V8 och satte upp ett eget racingstall med namnet Rebaque. 
Han kvalade in till nio lopp och kom som bäst på sjätte plats i Tyskland 1978. Året efter köpte han en Lotus 79 men han frustrerades av att han inte fick någon hjälp från tillverkaren. Senare lät han därför Penske bygga om Lotusen till en egen F1-bil med benämningen Rebaque HR100, som blev klar när tre lopp återstod säsongen 1979. Rebaque kvalificerade sig dock bara till loppet i Kanada 1979, vilket han sedan bröt på grund av chassiproblem.
Efteråt ledsnade han på allt och lade ner sitt stall och körde ingen racing alls under den första halvan av säsongen 1980. Han fick sedan ersätta Ricardo Zunino som andreförare i Brabham.  Rebaque blev kvar även den efterföljande säsongen, vilken dock blev hans sista i F1. Han nådde som bäst tre fjärdeplaceringar 1981 och ersattes säsongen efter av italienaren Riccardo Patrese.
Rebaque flyttade därefter till USA och tävlade för Forsythe Racing i CART där han vann ett lopp på Road America i Elkhart Lake.

## F1-karriär
| Säsong | Stall/Tillverkare                   | Poäng | Placering |
| ------ | ----------------------------------- | ----- | --------- |
| 1977   | Hesketh-Ford                        | 0     | –         |
| 1978   | Rebaque (Lotus-Ford)                | 1     | 19        |
| 1979   | Rebaque (Lotus-Ford & Rebaque-Ford) | 0     | –         |
| 1980   | Brabham-Ford                        | 1     | 20        |
| 1981   | Brabham-Ford                        | 11    | 10        |